# Royal Horticultural Society

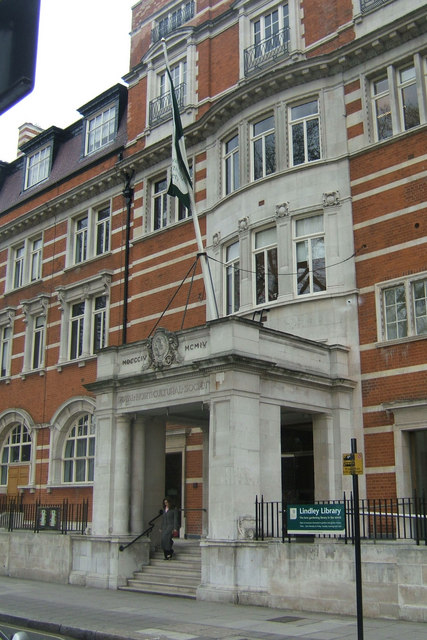
Sede da RHS, Vincent Square

A Sociedade Real de Horticultura (em inglês Royal Horticultural Society, RHS) foi fundada em 1804. Obteve o nome atual com a chancela real de 1861 firmada pelo príncipe Albert (1819-1861).
Esta organização, nasceu com o objetivo de promover a jardinagem e a horticultura na Grã-Bretanha e na Europa. Organiza uma série de exposições florais e a instalação de numerosos jardins abertos ao público.
A sociedade homenageia com um reconhecimento especial, julgadas por um conselho, com a Medalha Vitória, aquelas personalidades que se destacaram no campo da horticultura. Outras medalhas são emitidas pela sociedade, entre elas a medalha Banksian, a medalha Knightian e a medalha Lindley. Nas exposições florais, são concedidas aos vencedores medalhas de ouro, prata e bronze.

## Jardins da Royal Horticultural Society

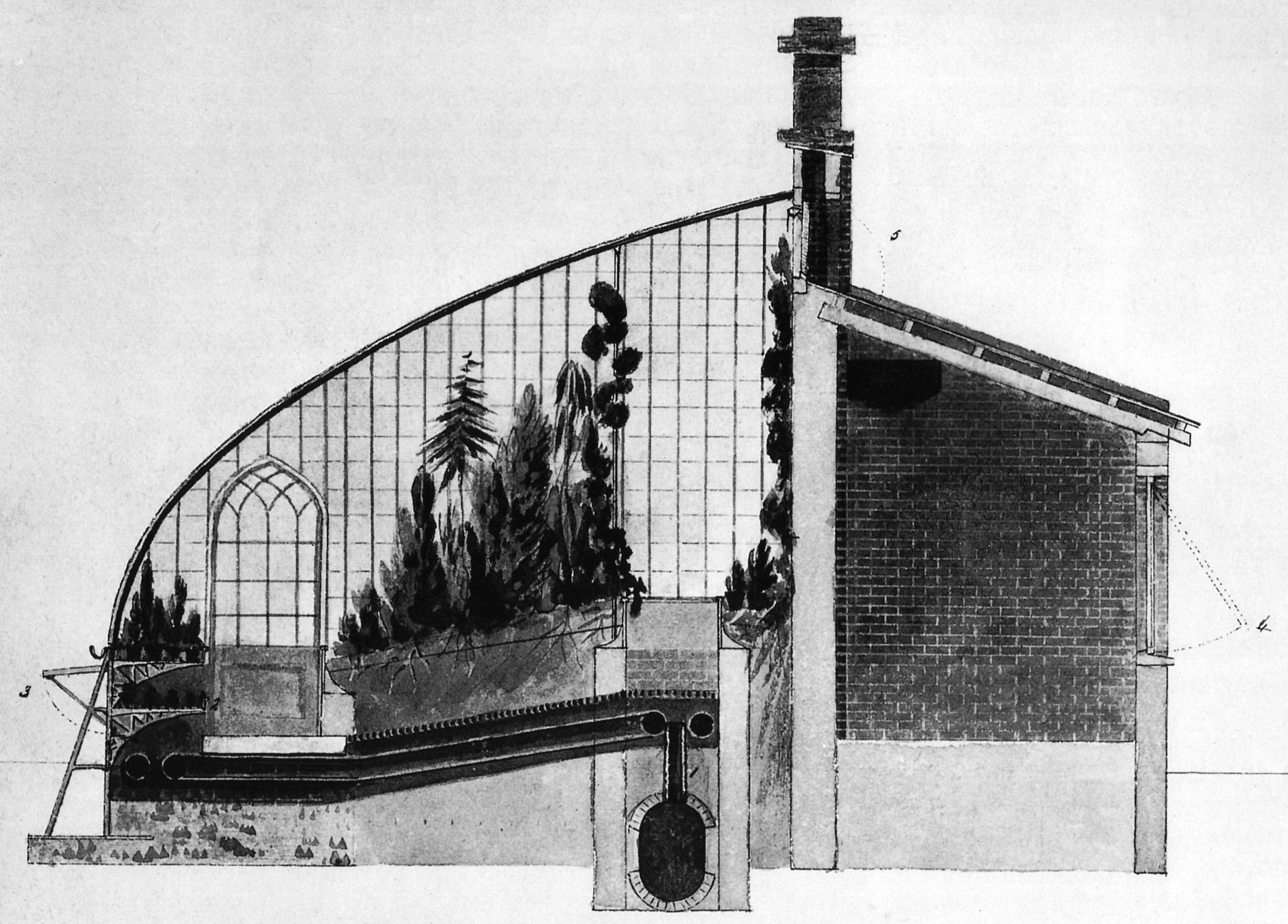
Projete uma estufa para a Royal Horticultural Society, de John Claudius Loudon, 1818

Os quatro principais jardins da Royal Horticultural Society na Inglaterra são: Wisley Garden, perto de Wisley em Surrey; Jardim Rosemoor em Devon; Hyde Hall em Essex e Harlow Carr em Harrogate, North Yorkshire.
O primeiro jardim da sociedade foi em Kensington, de 1818 a 1822. Em 1820, a sociedade alugou parte do viveiro de Hugh Ronalds em Little Ealing para estabelecer um jardim experimental, mas no ano seguinte parte da propriedade do do duque de Devonshire em Chiswick foi obtida. Em 1823, empregou Joseph Paxton lá. A partir de 1827 a sociedade realiza festas no jardim de Chiswick e, a partir de 1833, shows com competições de flores e verduras. Em 1861, o RHS (como agora se tornara) desenvolveu um novo jardim em South Kensington em um terreno arrendado da Comissão Real para a Exposição de 1851(o Science Museum, o Imperial College e o Royal College of Music agora ocupam o local), mas ele foi fechado em 1882.  O jardim Chiswick foi mantido até 1903-1904, quando Sir Thomas Hanbury comprou o jardim em Wisley e apresentou-o ao RHS.
RHS Garden Wisley é, portanto, o jardim mais antigo da sociedade. Rosemoor veio a seguir, apresentado por Lady Anne Berry em 1988. Hyde Hall foi dado ao RHS em 1993 por seus proprietários Dick e Helen Robinson. Dick Robinson também era o dono da coleção Harry Smith, sediada em Hyde Hall. A adição mais recente é Harlow Carr, adquirida pela fusão da Northern Horticultural Society com a RHS em 2001. Foi o campo de ensaio e jardim de exibição da Northern Horticultural Society desde que a comprou em 1949. Em 2013, mais de 1,63 milhão de pessoas visitou os quatro jardins.
Em 2015, o RHS anunciou planos para um quinto jardim em Worsley New Hall, Grande Manchester, sob o nome de RHS Garden Bridgewater.

## Bibliotecas da Royal Horticultural Society
A RHS é a custódia da Biblioteca Lindley, localizada em sua sede em Vincent Square, 80, Londres, e em filiais em cada um de seus quatro jardins. A biblioteca é baseada na coleção de livros de John Lindley.
O Herbário RHS tem sua própria biblioteca de imagens (coleção) composta por mais de 3 300 aquarelas originais, aproximadamente 30 000 slides coloridos e um número cada vez maior de imagens digitais. Embora a maioria das imagens tenha sido fornecida por fotógrafos encomendados pela RHS, o arquivo inclui um número substancial de slides da coleção Harry Smith e da coleção nacional de plantas do patrimônio vegetal.
As bibliotecas de cada um dos jardins estão abertas a todos os visitantes. Os membros da RHS podem pegar livros emprestados do Lindley London, bem como das bibliotecas de Wisley Garden e Harlow Carr Garden.

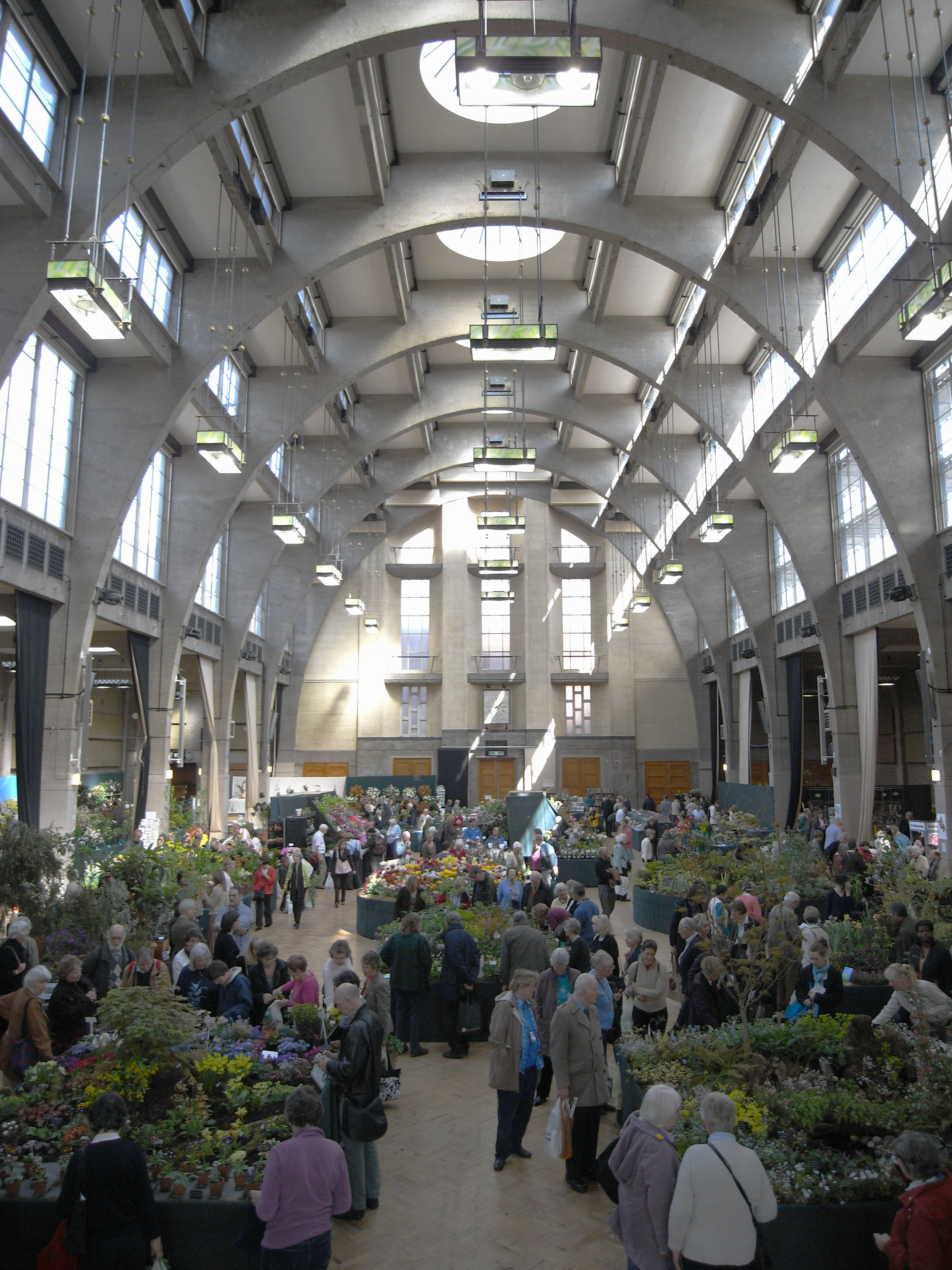
Exposição de flores em Londres em Lawrence Hall

## Programas da Royal Horticultural Society
O RHS é bem conhecido por suas exposições anuais de flores que acontecem em todo o Reino Unido. O mais famoso desses shows é o RHS Exposição de Flores de Chelsea, visitado por pessoas de todo o mundo. Isto é seguido pelo Hampton Court Palace Flower Show (que o RHS assumiu em 1993) e RHS Tatton Park Flower Show em Cheshire (desde 1999).
A adição mais recente à programação de programas RHS é o RHS Show Cardiff, realizado no Castelo de Cardiff desde 2005. A sociedade também está intimamente envolvida com os shows de primavera e outono em Malvern, Worcestershire, e com BBC Gardeners 'World Live realizado anualmente no Birmingham National Exhibition Centre.

## Publicações

### Revistas
A sociedade publicou seus procedimentos como Transactions of the Horticultural Society of London de 1807 a 1848. A sociedade também publicou um jornal desde 1846. Inicialmente conhecido como Journal of the Horticultural Society of London (1846-1855), então Proceedings of the Horticultural Society of London (1859-1860) e Proceedings of the Royal Horticultural Society (1861-1869). Este foi continuado como Journal of the Royal Horticultural Society (1866–1975).
Desde 1975 é intitulado The Garden e atualmente é uma publicação mensal. O RHS também publica The Plantsman e The Orchid Review quatro vezes por ano, e Hanburyana, uma publicação anual dedicada à taxonomia hortícola desde 2006.

### Registros e enciclopédias
Desde o estabelecimento das Autoridades de Registro Internacional para plantas em 1955, o RHS tem atuado como Registrador para certos grupos de plantas cultivadas. Agora é Registrador para nove categorias - coníferas, clematis, narcisos, dálias, delfínios, dianthus, lírios, orquídeas e rhododendrons. Publica o The International Orchid Register, a lista central de híbridos de orquídeas.

### Livros
O RHS publica muitos livros de horticultura e jardinagem, incluindo:
- Ingram, David S.; Vince-Prue, Daphne; Gregory, Peter J., eds. (2008). Science and the garden the scientific basis of horticultural practice 2nd ed. Oxford: Blackwell. ISBN 9781444360356
- Huxley, Anthony; Griffiths, Mark; Levy, Margot (1992) [1st ed. Frederick Chittenden and William Stearn. Oxford University Press 1951. 2nd ed. P.M. Synge (ed.) Oxford 1956]. The New Royal Horticultural Society Dictionary of Gardening (4 vols.). London: Macmillan. ISBN 978-0333474945